# Kim Ji-eun (Leichtathletin)
Kim Ji-eun (koreanisch 김지은; * 16. Juni 1992) ist eine südkoreanische Leichtathletin, die sich auf den Sprint spezialisiert hat.

## Sportliche Laufbahn
Erste internationale Erfahrungen sammelte Kim Ji-eun vermutlich im Jahr 2007, als sie bei den Hallenasienspielen in Macau in 7,87 s den siebten Platz im 60-Meter-Lauf belegte. 2009 gewann sie bei den Asienmeisterschaften in Guangzhou mit der südkoreanischen 4-mal-100-Meter-Staffel in 45,46 s gemeinsam mit Lee Sun-ae, Kim Ha-na und Kim Cho-rong die Bronzemedaille hinter den Teams aus Japan und Thailand. Im Jahr darauf schied sie bei den Juniorenasienmeisterschaften in Hanoi mit 12,50 s in der ersten Runde im 100-Meter-Lauf aus.
In den Jahren 2021 und 2022 wurde Kim südkoreanische Meisterin im 400-Meter-Lauf.

## Persönliche Bestleistungen
- 100 Meter: 11,97 s (+1,4 m/s), 20. Oktober 2009 in Daejeon
  - 60 Meter (Halle): 7,84 s, 30. Oktober 2007 in Macau
- 200 Meter: 24,44 s (+1,0 m/s), 30. Juni 2013 in Kimchun
- 400 Meter: 55,45 s, 2. Juni 2022 in Yecheon